# Grzegorz Szymonowicz
Grzegorz Michał Szymonowicz (ur. 18 marca 1800 we Lwowie, zm. 14 czerwca 1875 tamże) – polski duchowny ormiańskokatolicki, arcybiskup lwowski obrządku ormiańskiego.
19 marca 1857 mianowany biskupem koadiutorem archidiecezji ormiańskiej we Lwowie i tytularnym arcybiskupem Marcopolis. Po śmierci arcybiskupa Samuela Cyryla Stefanowicza (1858) w pełni przejął rządy nad archidiecezją. Uczestniczył w obradach I soboru watykańskiego.